# Bolivianisch-osttimoresische Beziehungen
Die bolivianisch-osttimoresische Beziehungen beschreiben das zwischenstaatliche Verhältnis von Bolivien und Osttimor.

## Geschichte
Die Kontakte zwischen den beiden Staaten waren bisher spärlich. Bolivien beteiligte sich mit Personal an der Übergangsverwaltung der Vereinten Nationen für Osttimor (UNTAET) und an der Unterstützungsmission der Vereinten Nationen in Osttimor (UNMISET).
Am 26. Juli 2024 nahmen Bolivien und Osttimor diplomatische Beziehungen auf.

## Diplomatie
Weder hat Bolivien eine Botschaft in Osttimor, noch Osttimor eine diplomatische Vertretung in Bolivien. Osttimors nächstgelegene Botschaften befinden sich in Brasília.

## Wirtschaft
Für 2018 gibt das Statistische Amt Osttimors keine Handelsbeziehungen zwischen Bolivien und Osttimor an.